# 旬陽市
旬陽市（しゅんよう-し）は中華人民共和国陝西省安康市に位置する県級市。

## 行政区画
- 鎮:城関鎮、棕渓鎮、関口鎮、蜀河鎮、双河鎮、小河鎮、趙湾鎮、麻坪鎮、甘渓鎮、白柳鎮、呂河鎮、神河鎮、銅銭関鎮、段家河鎮、仙河鎮、金寨鎮、桐木鎮、構元鎮、石門鎮、紅軍鎮、仁河口鎮